# Parti régional slovaque
 (mars 2025).
Si vous disposez d'ouvrages ou d'articles de référence ou si vous connaissez des sites web de qualité traitant du thème abordé ici, merci de compléter l'article en donnant les références utiles à sa vérifiabilité et en les liant à la section « Notes et références ».
 (mars 2025).
Le Parti régional slovaque (en slovaque Strana regiónov Slovenska (SRS) est un parti politique slovaque, implanté à Košice.
Fondé le 14 juin 2004, il est dirigé par Vladimír Ponický depuis le 9 mai 2007.
Il est observateur à l'Alliance libre européenne.